# Bhutaniella hillyardi
Bhutaniella hillyardi är en spindelart som beskrevs av Jäger 2000. Bhutaniella hillyardi ingår i släktet Bhutaniella och familjen jättekrabbspindlar.
Artens utbredningsområde är Nepal. Inga underarter finns listade.